# 나우신 나흐린 모우
나우신 나흐린 모우(1985년 8월 15일 ~ )는 방글라데시의 배우, 모델이다.